# Principauté de Schaumbourg-Lippe
1643–1918
Entités précédentes :
- Comté de Schaumbourg

Entités suivantes :
- État libre de Schaumbourg-Lippe

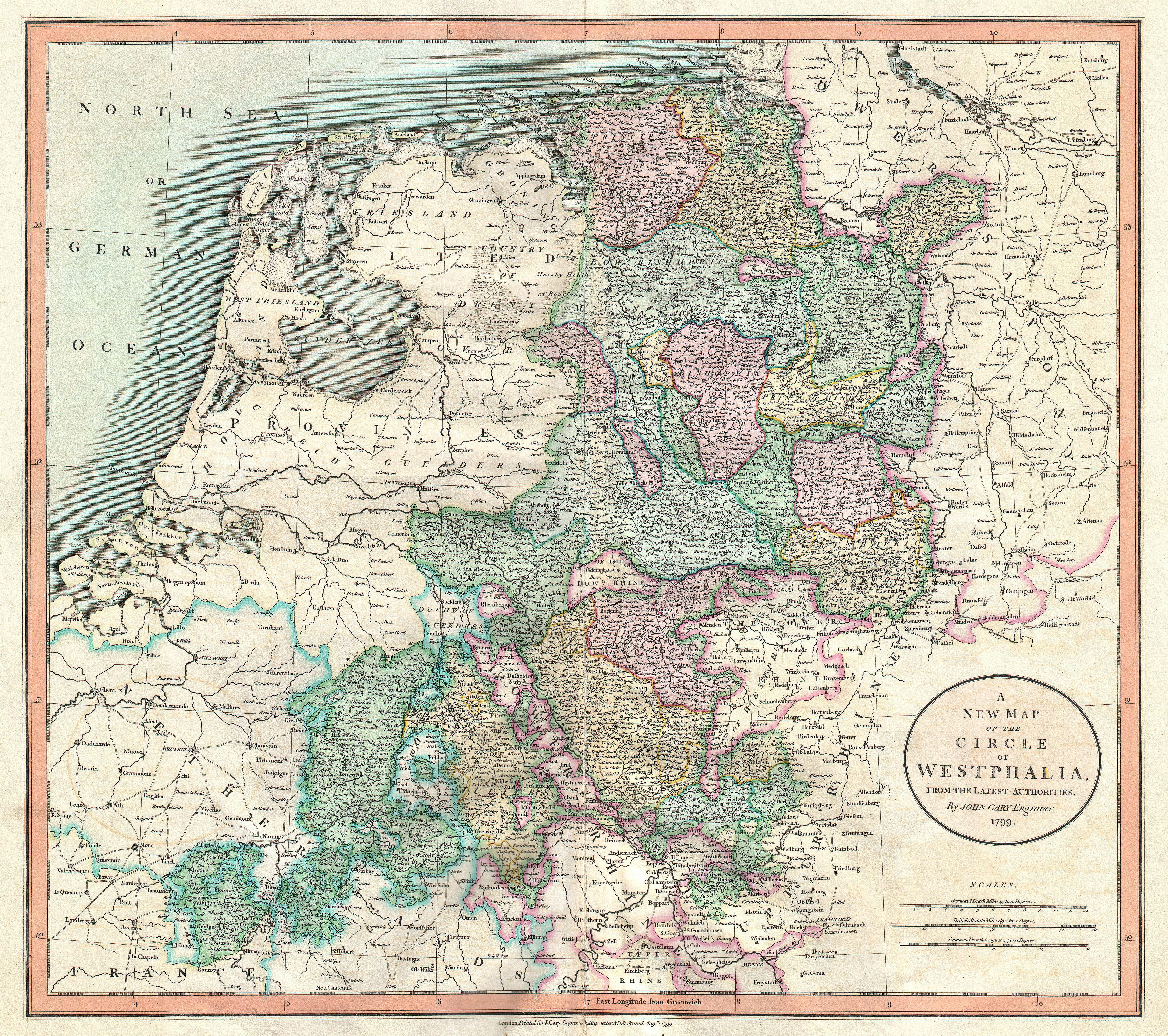
La principauté de Schaumbourg-Lippe (en vert) dans le cercle du Bas-Rhin-Westphalie.

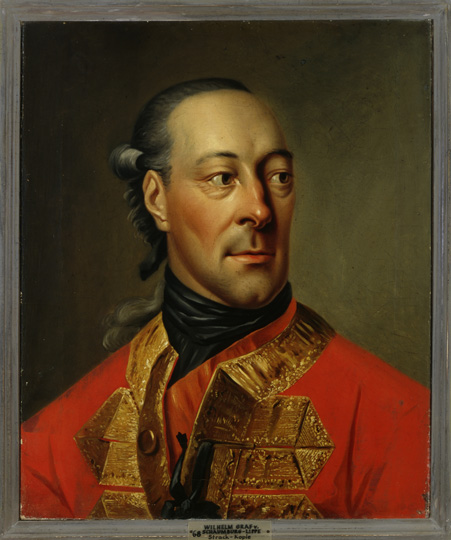
Le comte Frédéric-Guillaume de Schaumbourg-Lippe (1724–1777), dont Herder a jugé : „Un grand seigneur, mais trop grand pour son pays...“

Le Schaumbourg-Lippe (Schaumburg-Lippe en allemand) est une ancienne principauté allemande située en Basse-Saxe. Son nom provient du château de Schaumbourg, situé à Rinteln. Jusqu'en 1946, le Schaumbourg-Lippe était un État allemand indépendant (comté, principauté, État libre). Son nom provient de l'ancien comté de Schaumbourg, dont la dynastie régnante s'éteignit en 1640, ainsi que des comtes de Lippe, qui, en 1647, devinrent les régents du nouveau comté formé à partir d'une lignée cadette, la maison de Schaumbourg-Lippe. La capitale de cet État était Bückeburg.
La partie la plus septentrionale du territoire comprenait le lac de Steinhude, où se trouvait l'ancienne forteresse insulaire et école militaire de Wilhelmstein, appartenant au Schaumbourg-Lippe. En 1946, le Schaumbourg-Lippe devint un arrondissement (Landkreis) du nouveau Land de Basse-Saxe et fut intégré au district de Hanovre. En 1977, lors d'une réforme territoriale et administrative, l'arrondissement fut en grande partie fusionné avec la majorité de l'arrondissement du comté de Schaumbourg ; ensemble, ils forment depuis l'arrondissement de Schaumbourg.

## Histoire
Le comté de Schaumbourg-Lippe a été créé en 1647 à la suite du partage du comté de Schaumbourg entre la maison de Brunswick-Lunebourg, les landgraves de Hesse-Cassel et les comtes de Lippe. En 1640, durant la guerre de Trente Ans, le comte Othon V de Holstein-Schaumbourg participa à une réunion des belligérants à Hildesheim, organisée par le maréchal suédois Johan Banér. Cette réunion, conclue par un banquet et une beuverie, se solda par l'empoisonnement de certains participants. Le 15 novembre 1640, le jeune comte, sans descendance, mourut, dernier représentant masculin de sa lignée. Son héritage fut partagé dans les années suivantes, avec plusieurs traités établis en 1647 et confirmés en octobre 1648 par le traité de Westphalie. Ainsi, à partir de 1647, il y eut un comté de Schaumbourg (partie hessoise) lié à la Hesse-Cassel par une union personnelle, et sur le territoire restant, le comté de Schaumbourg-Lippe, gouverné par une branche cadette de la maison comtale de Lippe. La principauté est ainsi fondée par Philippe Ier, comte de Lippe-Alverdissen qui hérite en 1640, à travers sa sœur Élisabeth (mère d'Othon VI, dernier comte de Schaumbourg) environ la moitié de l'ancien comté de Schaumbourg et porte les titres de comte de Schaumbourg, de Lippe et de Sternberg. Ces entités évoluent en comté de Schaumbourg-Lippe. Depuis 1647, cette ligne latérale de la maison de Lippe régnait sur environ la moitié du comté d'origine de Schaumburg en tant que comtes du Saint-Empire.
Dès le début, ce petit territoire connut des difficultés. Initialement, certaines institutions importantes furent partagées avec la partie hessoise, notamment les États provinciaux et l'exploitation minière lucrative des monts Bückeberg. De plus, les landgraves de Hesse-Cassel, restant suzerains de Bückeburg, menaçaient constamment l'indépendance territoriale du Schaumbourg-Lippe. En réponse, le comte Guillaume (régent de 1748 à 1777) développa une défense territoriale spécifique avec une armée permanente, petite en chiffres absolus mais significative pour le pays, comptant jusqu'à 1 000 hommes. Il construisit également la forteresse de Wilhelmstein et son champ de bataille. Auparavant, son grand-père, le comte Frédéric-Christian, avait mis en péril l'existence du comté par une politique singulière. Le comte Frédéric-Guillaume de Schaumbourg-Lippe fut probablement le régent le plus important de cette dynastie.
Guillaume laissa certes une armée, mais aussi de nombreuses dettes, plongeant son successeur Philippe-Ernest dans une profonde crise politique intérieure. Après la mort de Guillaume, la Hesse-Cassel revendiqua des droits héréditaires et occupa le comté en 1787 lors du conflit de Bückeburg, mais fut contrainte de se retirer grâce à l'intervention du Hanovre et de la Prusse. Par la suite, un tuteur fut nommé pour le jeune comte héritier Georges-Guillaume, qui exerça la régence avec sa mère, Julienne.
En 1807, les comtes furent promus princes dans le cadre des vastes changements de pouvoir initiés par Napoléon Ier dans la confédération du Rhin. Après que le comte George-Guillaume accéda au pouvoir en 1807, il fut élevé de facto au rang de prince le 18 avril 1807 en rejoignant la confédération du Rhin. En 1815, la principauté intégra la Confédération germanique. George-Guillaume, initialement partisan de réformes de politique intérieure (introduction d'un impôt foncier moderne en 1812, création d'États provinciaux avec une représentation des paysans en 1815), réalisa lors du congrès de Vienne que la principauté ne bénéficierait d'aucune extension territoriale et risquait une médiatisation. Pour sécuriser durablement la famille princière, plusieurs grands domaines furent alors acquis en Europe du Sud-Est.
À la veille de la guerre austro-prussienne de 1866, le représentant de la principauté au Bundestag de Francfort devait voter pour la mobilisation des corps d'armée des États moyens contre la Prusse, mais s'abstint car les instructions de son gouvernement arrivèrent trop tard. Le 16 juin 1866, le prince Adolphe-George autorisa le passage des troupes prussiennes sur son territoire, alignant clairement le Schaumbourg-Lippe avec la Prusse. Ainsi, l'indépendance du petit État fut assurée. Le 18 août 1866, la principauté adhéra à l'alliance prussienne avec les États du nord de l'Allemagne et, par conséquent, à la Confédération de l'Allemagne du Nord, devenant après 1871 un État fédéré de l'Empire allemand. Après la proclamation de l'Empire, dont il était l'État le moins peuplé (un peu moins de 45 000 habitants en 1905), il disposa d'un siège au Bundesrat.
De 1895 à 1905, la maison princière tenta de faire valoir ses droits de succession sur la principauté de Lippe dans un important litige juridico-historique, sans succès. Le poète Hermann Löns, qui vécut de 1906 à 1909 à Schaumbourg-Lippe, résuma ses expériences négatives de la petite principauté dans la satire acerbe « Duodez ». Lors de la révolution de novembre, le prince Adolphe II de Schaumbourg-Lippe abdiqua le 15 novembre 1918, devenant l'un des derniers monarques à le faire en Allemagne. Le gouvernement de l'État libre de Schaumbourg-Lippe fut alors repris par le conseil des ouvriers et des soldats à Bückeburg jusqu'à la stabilisation définitive de la situation.
L'actuel Arrondissement de Schaumbourg, en Basse-Saxe, est formé des anciens arrondissements de Schaumbourg-Lippe et du Comté de Schaumbourg, qui correspondent à leur tour aux territoires historiques partagés en 1640 entre Lippe-Alverdissen et Hesse-Cassel.

## Organisation de l'État
Selon la constitution de 1868, il y avait une diète législative de 15 membres, dont dix élus par les villes et les districts ruraux, un chacun par la noblesse, le clergé et les classes instruites, et les deux restants nommés par le prince.
Depuis 1867, la principauté de Schaumbourg-Lippe disposait d'une voix individuelle au Bundesrat et d’un député au Reichstag. Sa capitale, Bückeburg, comptait seulement 5 500 habitants en 1905. Administrativement, le petit État était divisé en deux villes, Bückeburg et Stadthagen, ainsi qu'en trois districts : Bückeburg, Stadthagen et Hagenburg. Depuis 1879, le tribunal régional princier de Schaumbourg-Lippe siégeait à Bückeburg, avec deux tribunaux de première instance subordonnés à Stadthagen et Bückeburg. En vertu d'un traité avec le grand-duché d'Oldenbourg, la Cour d'appel d'Oldenbourg était compétente pour les affaires de la petite principauté. Après 30 ans, le Schaumbourg-Lippe conclut un traité avec la Prusse, transférant ces compétences à la Cour d'appel de Celle.
Militairement, la principauté appartenait au district de remplacement du VIIe corps d'armée, 26e brigade, avec le 7e bataillon de chasseurs stationné à Bückeburg. La principauté de Schaumbourg-Lippe avait également une convention militaire avec la Prusse.
Les anciennes Schaumbourg-Lippische Landesarchiv (Archives nationales du Schaumbourg-Lippe) est désormais intégré aux Archives d'État de Basse-Saxe, situées à Bückeburg.

## Géographie et territoire
Le Schaumbourg-Lippe est un petit État de 340 km2 avec pour capitale Bückeburg. L'autre ville importante est Stadthagen.

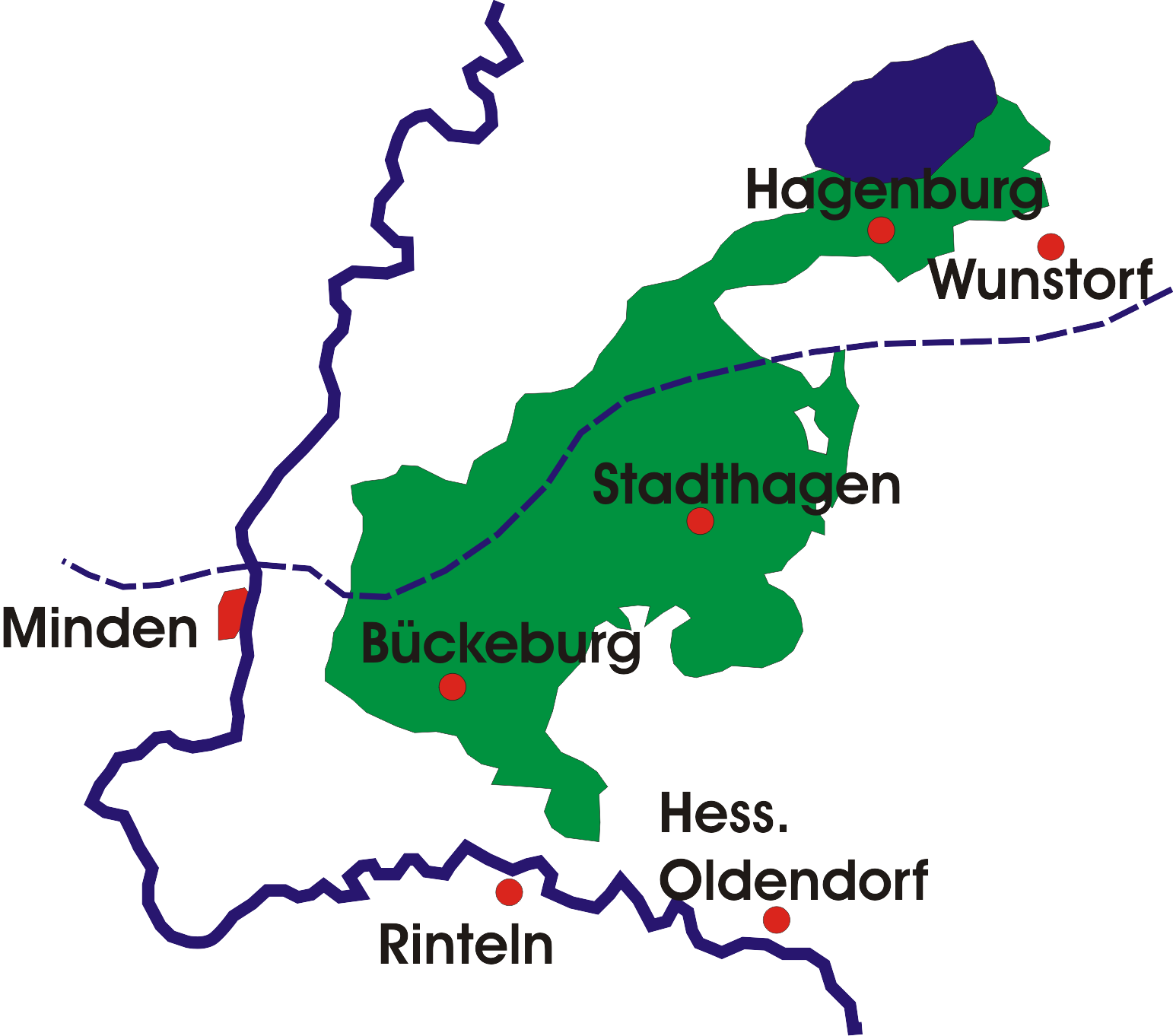
Carte de la principauté.

### Divisions administratives
La principauté comprenait les quatre bailliages suivants de l'ancien comté de Schaumbourg :
- Le bailliage de Stadthagen ;
- Le bailliage de Bückeburg ;
- Le bailliage d'Arensburg ;
- Le bailliage d'Hagenburg.

À partir de 1899, la principauté est composée de deux arrondissements:
- Arrondissement de Bückeburg (de)
- Arrondissement de Stadthagen (de)

### Population
La principauté de Schaumbourg-Lippe, d'une superficie de 340,2 km², comptait les populations suivantes au fil des années :
- 1766 : 17 000 habitants
- 1836 : 26 400 habitants
- 1881 : 33 133 habitants
- 1905 : 44 992 habitants

Tableau du nombre d'habitants par bailliage en 1871 :
| Villes     | Habitants en 1871 |
| ---------- | ----------------- |
| Bückeburg  | 4 686             |
| Stadthagen | 2 579             |
| Bailliages | Habitants en 1871 |
| Arensburg  | [ 6 ]             |
| Bückeburg  | [ 7 ]             |
| Hagenburg  | 6 458             |
| Stadthagen | 8 039             |

### Religion
La population du comté encore indivis de Schaumbourg était majoritairement luthérienne depuis l'introduction de la Réforme par les comtes de Schauenburg en 1559. Cette situation perdura même après que la maison réformée de Lippe prit le pouvoir en 1647. Les catholiques (1,3 %), les juifs (0,4 %), et les personnes sans confession constituaient des minorités insignifiantes.
L'Église évangélique-luthérienne de Schaumbourg-Lippe existe encore aujourd'hui dans les limites de l'ancien territoire. Son évêque (appelé surintendant régional jusqu'en 1949) siège à Bückeburg.

## Économie
La principauté de Schaumbourg-Lippe possédait une économie très diversifiée. Jusqu'au XIXe siècle, l'agriculture jouait un rôle crucial, avec des cultures particulièrement productives. Le tissage du lin était également significatif, surtout dans les communes du nord. Le lin était principalement exporté vers les Pays-Bas et la Scandinavie. Au XVIIIe siècle, le travail saisonnier (migration vers la Hollande) constituait une autre source de revenus importante pour les classes rurales inférieures.
Depuis la fin du Moyen Âge, le charbon était extrait dans les monts Bückeberg. Après la division du comté, l'exploitation se faisait conjointement avec le landgraviat de Hesse-Cassel, et les revenus étaient partagés entre les propriétaires. Après 1866, les parts hessoises passèrent à la Prusse. L'exploitation du charbon se développa rapidement, notamment au XIXe siècle. En 1905, le puits Georg près de Stadthagen et la centrale électrique, d'une grande importance architecturale, furent mis en service.
Plusieurs verreries furent créées au XIXe siècle sur les pentes des Bückeberg et à Stadthagen. Cependant, elles n'atteignirent jamais l'importance des verreries situées dans le comté voisin de Schaumbourg hessois, à Obernkirchen (Heye, Stoevesandt) et Rinteln (Stoevesandt).
Outre les ressources naturelles, le chemin de fer fut un moteur important de l'industrialisation. La ligne est-ouest Cologne - Minden - Hanovre - Berlin (cf. chemin de fer Cologne-Minden) profita surtout à Stadthagen, jusqu'alors insignifiante, où de nombreuses petites et moyennes entreprises industrielles s'installèrent après 1871. La construction du puits Georg près de Stadthagen et l'ouverture du chemin de fer Rinteln-Stadthagen en 1900 accrurent encore l'importance de la région. Cette phase de l'économie de Schaumbourg-Lippe prit fin avec la cessation de l'exploitation du charbon en 1961.

## Liste des souverains de Schaumbourg-Lippe

### Comtes
- 1643-1681 : Philippe Ier
- 1681-1728 : Frédéric-Christian
- 1728-1748 : Albert-Wolfgang
- 1748-1777 : Frédéric-Guillaume
- 1777-1787 : Philippe II Ernest
- 1787-1807 : Georges-Guillaume

### Princes
- 1807-1860 : Georges-Guillaume
- 1860-1893 : Adolphe Ier
- 1893-1911 : Georges
- 1911-1918 : Adolphe II

### Prétendants
- 1918-1936 : Adolphe II
- 1936-1962 : Wolrad de Schaumbourg-Lippe
- 1962-2003 : Philipp Ernst de Schaumbourg-Lippe
- depuis 2003 : Alexander de Schaumbourg-Lippe

### Châteaux
Le château de Bückeburg était la première résidence du comté, puis de la principauté. Il reste la propriété (et la résidence) de la maison princière à ce jour et comprend également les écuries de la cour (Marstall), l'église de la cour et le théâtre. Le prince préside la Chambre de la Cour princière de Bückeburg, où il se voit confier la gestion du patrimoine familial. Il possède aussi le Château de Schaumbourg, la forteresse de Wilhelmstein (dans le Steinhuder Meer, un grand lac qui est aussi en grande partie le sien) ainsi que la forêt de Schaumbourg (avec le petit pavillon de chasse baroque de Baum), et un terrain de chasse en Autriche.

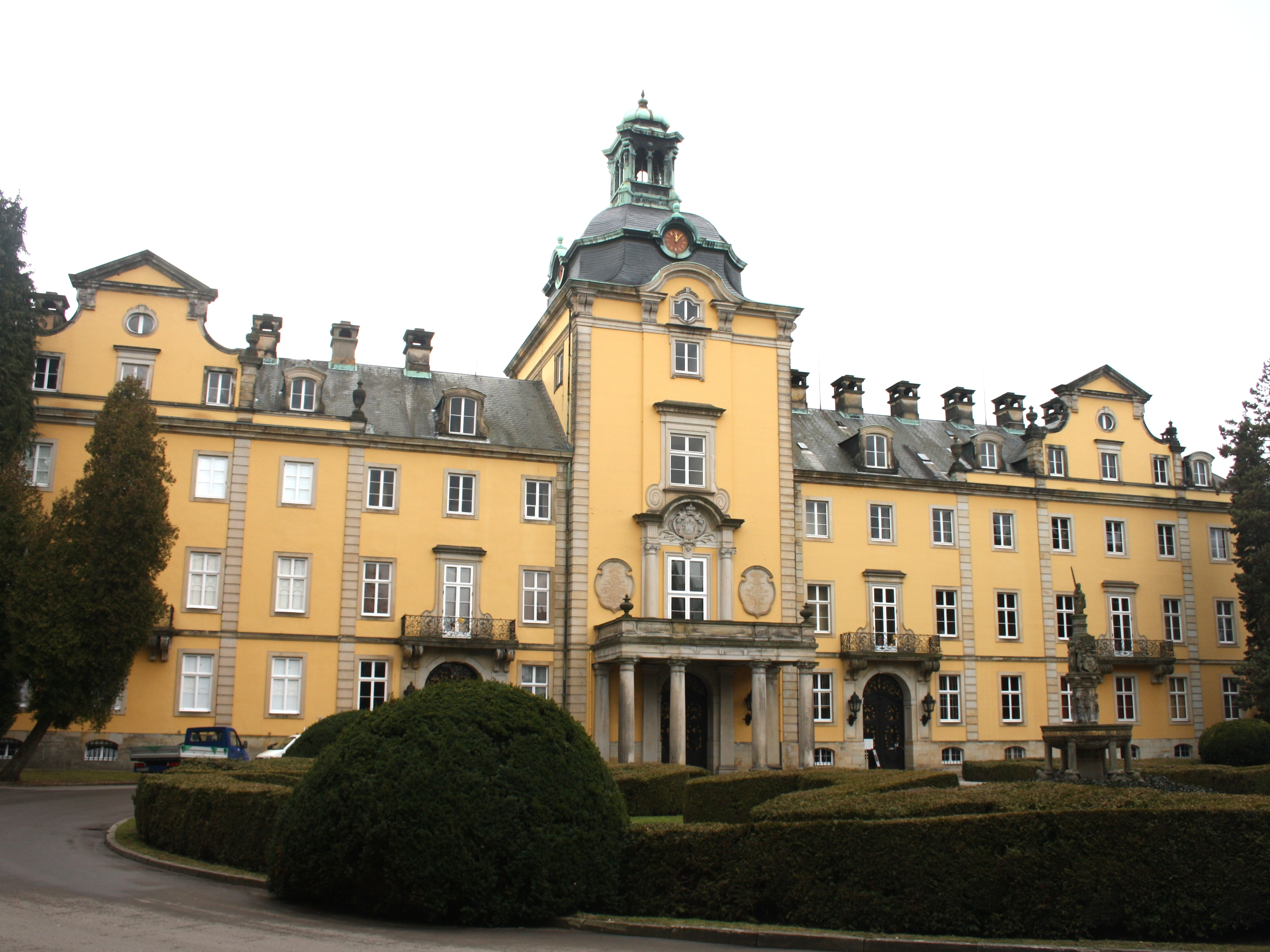
Le château de Bückeburg, première résidence du comté, puis de la principauté.
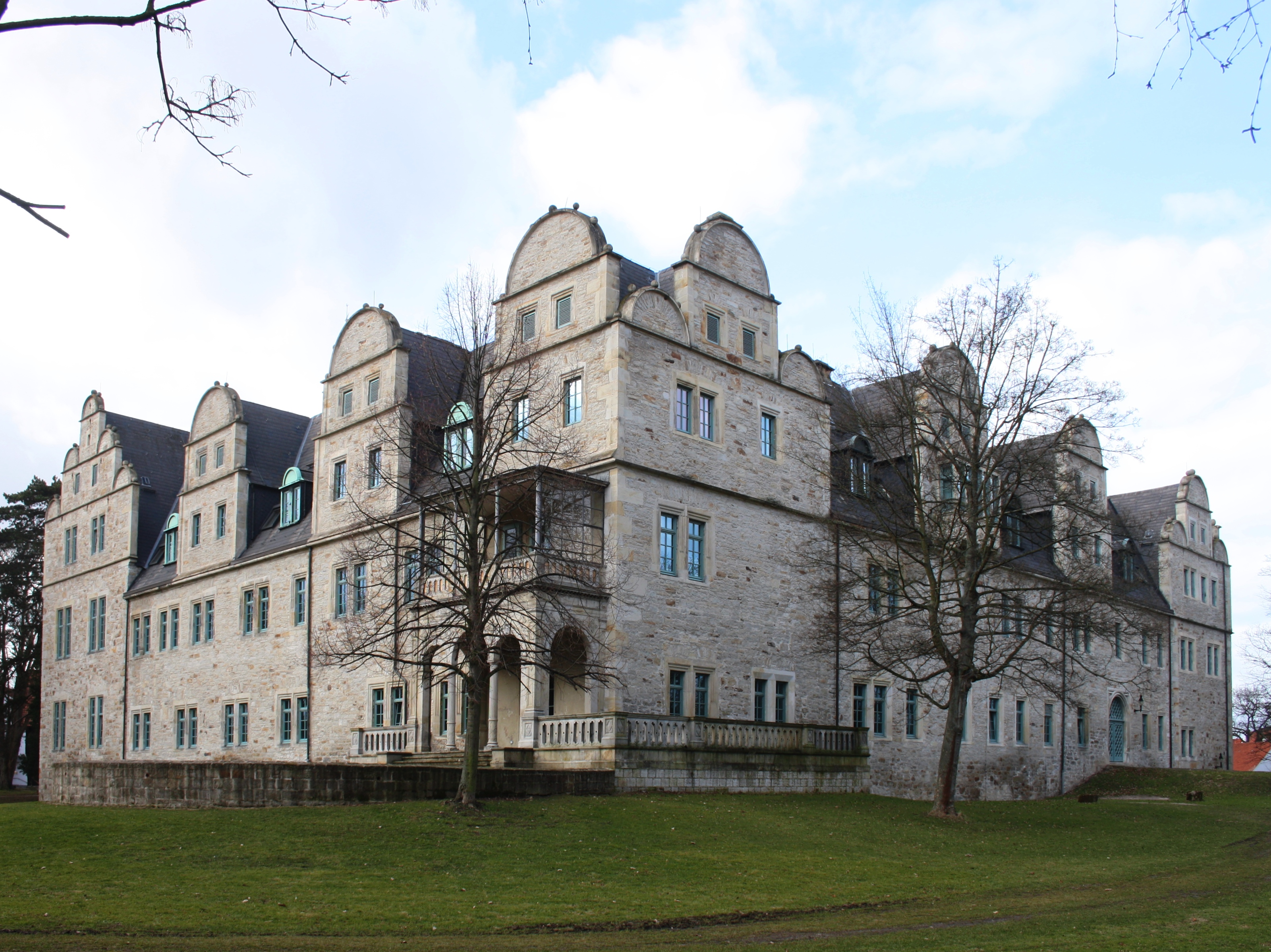
Le château de Stadthagen, seconde résidence du comté.
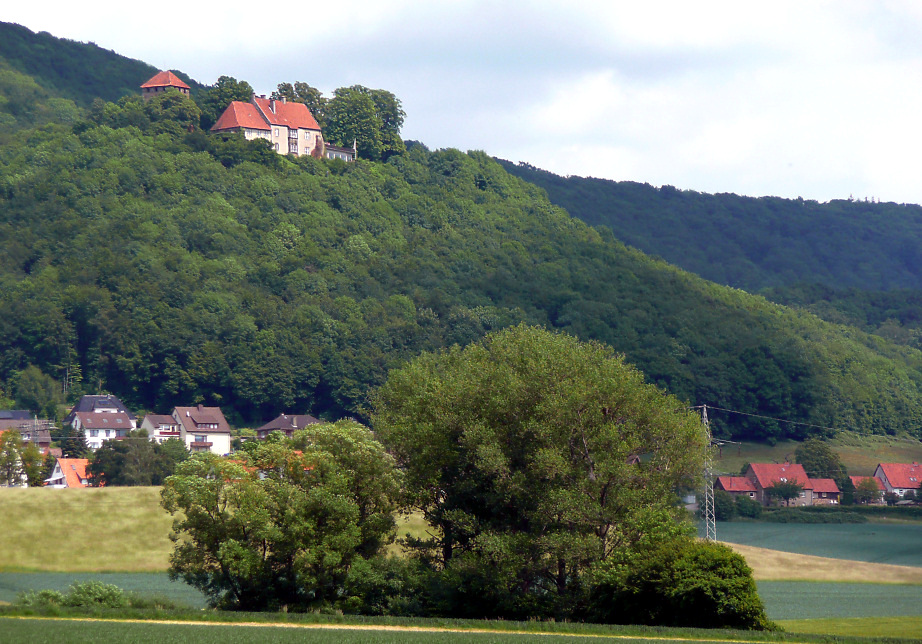
Le château de Schaumbourg, siège ancestral éponyme du comté.
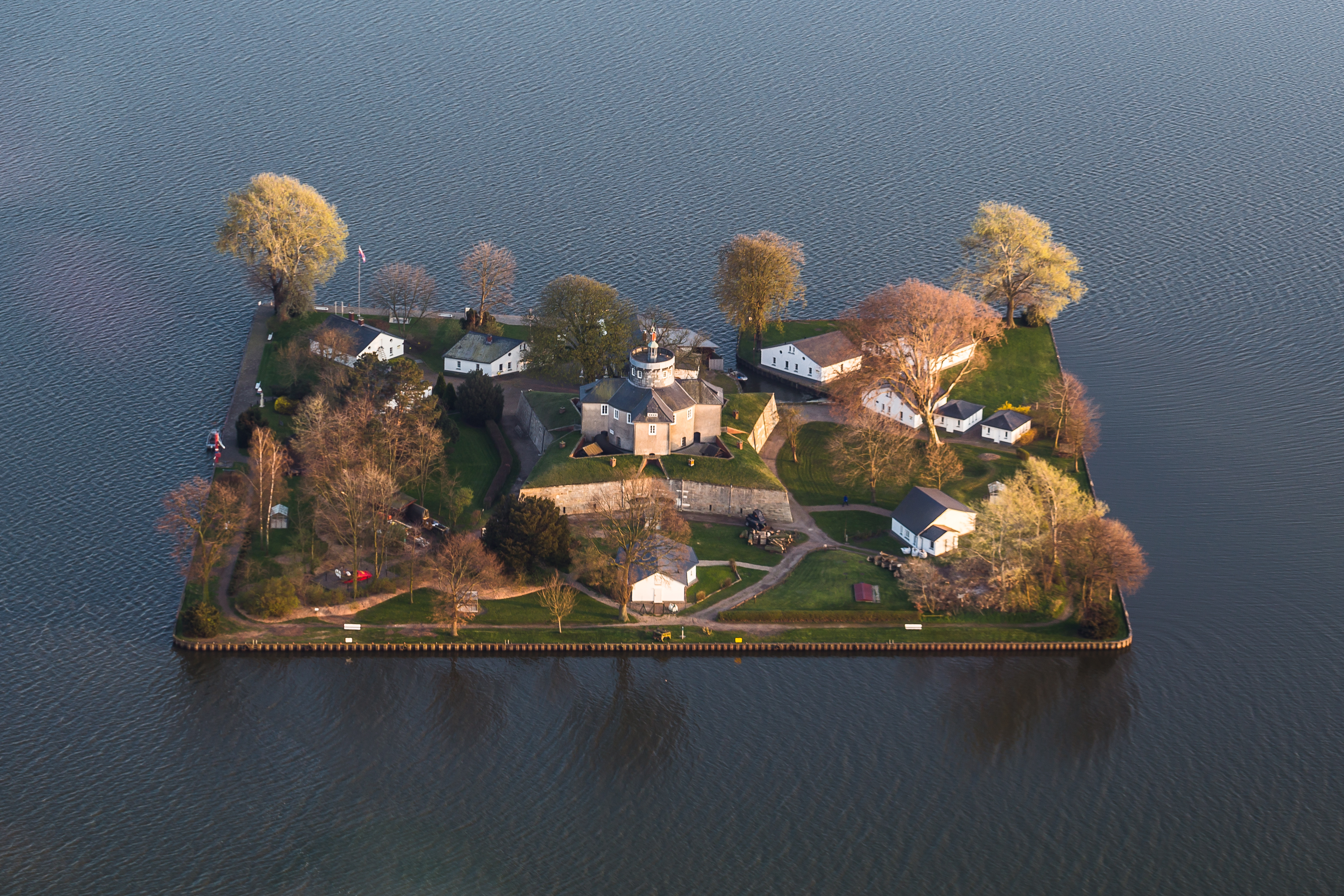
La forteresse de Wilhelmstein (dans le Steinhuder Meer), construit à partir de 1761 par le comte Guillaume.